# Покровская церковь (Покровка, Молдова)
Покровская церковь (Церковь Покрова Пресвятой Богородицы) — храм Кишинёвской и всея Молдавии епархии Русской православной старообрядческой церкви в селе Покровка Дондюшанского района Молдавии.

## История
Село Покровка было основано в 1831 году русскими старообрядцами. Первая старообрядческая часовня в селе была построена в 1856—1858 годах, но она была закрыта властями. В 1870 году рядом со второй часовней в центре села была построена церковь в честь Покрова Пресвятой Богородицы. 500-килограммовый колокол церкви был отлит в Москве в 1870 году во дворе Андрея Самгина. Надпись на нём гласит: «Подарен сей колокол храму Пресвятой Богородицы селения Покровки во здравии Петра Анны, вдовицы Татьяны, и Фёдора Мельника». Село не приняло Окружного послания, поэтому церковь освящал неокружнический епископ Балтский Кирил. Первым священником был Василий Марченков, а с 1890 года служил о. Ианурий Колоханин из Некрасовки.
В 1920—1930-х годах настоятелем храм был о. Иануарий, а с 1935 года — о. Григорий Колоханин, скончавшийся в 1953 году. В 1954 году священником назначен о. Тимофей Щербаков, прослуживший вплоть до 1999 года. В 1990-х годах общину окормлял епископ Зосима (Еремеев), помогая о. Тимофею. В 1999—2005 годах постоянного священника не было. В 2005—2007 годах служил иерей Никола Паничев. В 2010 году настоятелем стал иерей Виктор Костромин (с 2018 года священноинок Вениамин), скончавшийся 1 апреля 2019 года.